# Рыбалко, Алексей Николаевич
Алексей Николаевич Рыбалко — спортивный журналист, директор по спецпроекта АО «Спорт-Экспресс». 
Работал корреспондентом газеты «Спорт-Экспресс», обозревателем, затем заместителем редактора газеты «Советский спорт», обозревателем журналов «Планета баскетбол» и «Время волейбола», пресс-атташе Волейбольного клуба «Динамо» (Москва) и Всероссийской федерации волейбола, возглавлял пресс-службу Баскетбольного клуба «Химки», был автором и издателем журнала «Суперлига тхэквондо», заместителем главного редактора журнала «Москва спортивная», редактором интернет-портала Russiasport.
В качестве специального корреспондента освещал события летних и зимних Олимпийских игр, чемпионатов мира и Европы по баскетболу и волейболу, «Финалов четырех» баскетбольной Евролиги и волейбольной Лиги чемпионов, этапов автогонок «Формула-1» и «24 часа Ле-Мана».
Член союза журналистов России и Международной ассоциации спортивной прессы. Лауреат премии «Журналистская братия-2009».